# Hospital de Clínicas da UFTM
O Hospital de Clínicas da Universidade Federal do Triângulo Mineiro (HC-UFTM) é um hospital universitário, público geral que realiza atividades de ensino, pesquisa e assistência, localizado na cidade de Uberaba MG.

## História
Em 19 de agosto de 1967 aconteceu a incorporação da Santa Casa de Misericórdia de Uberaba pela então Faculdade de Medicina do Triângulo Mineiro. A medida atendia ao Decreto n.º 60.837, de 8 de junho de 1967. Cinco anos depois, tinha início a construção do Hospital Escola da FMTM, inaugurado em agosto de 1982. Ampliado e modernizado, o hospital passou a ser chamado Hospital de Clínicas, a partir da transformação da FMTM em Universidade, em 2005.
O HC-UFTM atende 27 municípios que compõem a macrorregião Triângulo Sul do Estado de Minas Gerais como único hospital que oferece atendimento de alta complexidade, 100% pelo Sistema Único de Saúde - SUS. Recebe, ainda, pacientes de outras regiões de MG e de diversos estados brasileiros. Responde por 73% de toda a média e alta complexidade da macrorregião e por 100% da alta complexidade na mesma área, com exceção do tratamento de câncer.
Essa macrorregião é composta pelas seguintes cidades: Água Comprida, Araxá, Campo Florido, Campos Altos, Carneirinho, Comendador Gomes, Conceição das Alagoas, Conquista, Delta, Fronteira, Frutal, Ibiá, Itapagipe, Iturama, Limeira do Oeste, Pedrinópolis, Perdizes, Pirajuba, Planura, Pratinha, Sacramento, Santa Juliana, São Francisco de Sales, Tapira, Uberaba, União de Minas e Veríssimo.
Quanto à estrutura, o Hospital possui 311 leitos ativos, sendo 20 de UTI infantil, 10 de UTI adulto, 9 de UTI tipo II e 10 de UTI coronariano, além de 14 salas de cirurgia. O Pronto Socorro conta com 32 leitos. O HC-UFTM possui cinco anexos: Ambulatório Maria da Glória, Ambulatório de Especialidades, Ambulatório de Pediatria, Centro de Reabilitação e Central de Quimioterapia, totalizando 180 consultórios.
Certificado como Hospital de Ensino, disponibiliza campo de estágio para cursos técnicos e de graduação da UFTM, em especial na área da Saúde, além de atender às demandas de formação profissional no que diz respeito à residência médica e à pós-graduação - lato sensu e stricto sensu.
No HC-UFTM, a pesquisa encontra favorável campo de investigação científica, devido à infraestrutura operacional e tecnológica disponível. O corpo clínico é composto por médicos com diferentes especializações que atuam no âmbito acadêmico e também no assistencial.
A área física, constantemente em evolução tanto na estrutura quanto na aquisição de equipamentos de alta tecnologia, mede 33 mil metros quadrados, distribuídos entre ambientes de internação, ambulatórios, pronto-socorro e serviços de diagnóstico e tratamentos especializados.
Em 17 de janeiro de 2013, a UFTM assinou contrato de adesão à Empresa Brasileira de Serviços Hospitalares - Ebserh - que passou a gerir o Hospital de Clínicas. Dentre os motivos que levaram a Universidade, Reitoria e gestores do HC a aderir à Empresa está o compromisso da Ebserh com a readequação da força de trabalho e a melhoria da qualidade da assistência prestada.
O primeiro concurso da estatal para atuação no HC ofereceu, ainda em 2013, 702 vagas, distribuídas nas áreas médica, assistencial e administrativa, em todos os casos, com formação de cadastro reserva. Já em 2014, novo concurso contemplou 22 novas vagas para médicos e uma vaga para tecnólogo em radiologia. Os novos concursados vêm sendo integrados em etapas mensais, desde março de 2014. 
Em 2017 por meio de convenio o hospital transferiu o serviço de quimioterapia para prédio do lar caridade proporcionando uma melhor condição estrutural para os atendimentos assistenciais e as atividades de ensino.
Em 2022 o HC-UFTM credenciou mais 9 LEITOS - UTI TIPO II, atingindo assim 311 leitos ativos. 
Em termos de infraestrutura física o HC-UFTM possui prédios destinados ao ensino e assistência totalizando uma área superior a 33 mil metros quadrados. Possui suprimento de energia de energia por meio de duas subestações de 1MW, geração fotovoltaica de 510KWp, geradores diesel de 2,1MW com capacidade para atender todo hospital. O abastecimento de água é feito por meio da concessionaria local e por dois poços artesianos que suprem toda demanda em caso de falha da concessionaria. A central de gases possui quatro compressores de ar comprimido (3 reservas), três bombas de vácuo (2 reservas) e reservatório central de oxigênio. Está em execução e previsto para conclusão em 2024 a construção do heliporto anexo ao prédio principal para agilizar os atendimentos de emergências. 

## Leitos
| Unidades                                        | Leitos |
| Pronto Socorro Adulto                           | 22     |
| Pronto Socorro Infantil                         | 10     |
| Terapia Renal                                   | 4      |
| Pediatria                                       | 24     |
| Neuroclínica                                    | 10     |
| Neurocirurgia                                   | 7      |
| Onco-Hematologia                                | 6      |
| UTI Adulta                                      | 10     |
| UTI TIPO II Adulta                              | 9      |
| UTI Coronariana                                 | 10     |
| UTI Pediátrica                                  | 4      |
| UTI Neonatal                                    | 16     |
| Ortopedia                                       | 17     |
| Otorrinolaringologia                            | 1      |
| Oftalmologia                                    | 2      |
| Clínica Cirúrgica                               | 61     |
| Clínica Médica                                  | 37     |
| Doenças Infecciosas e Parasitárias              | 9      |
| Ginecologia                                     | 13     |
| Obstetrícia                                     | 22     |
| UCIN e UCAN                                     | 11     |
| Total de leitos de internação                   | 305    |
| Hospital-Dia                                    | 6      |
| Total de leitos de internação e de Hospital-Dia | 311    |

## Ensino
Cursos que realizam estágio curricular obrigatório no HC
Biomedicina; Educação Física; Enfermagem; Fisioterapia; Medicina; Nutrição; Psicologia; Serviço Social; Terapia Ocupacional e cursos técnicos.
Áreas de residência médica oferecidas
Anestesiologia, Cardiologia, Cirurgia do Aparelho Digestivo, Cirurgia Geral, Cirurgia Plástica, Clínica Médica, Coloproctologia, Dermatologia, Endocrinologia, Gastroenterologia, Hematologia e Hemoterapia, Infectologia, Mastologia, Medicina de Família e Comunidade, Medicina Intensiva, Neurocirurgia, Neurologia, Obstetrícia e Ginecologia, Oftalmologia, Ortopedia e Traumatologia, Patologia, Pediatria, Radiologia e Diagnóstico por Imagem, Reumatologia e Urologia.
Áreas de residência multiprofissional oferecidas
Saúde do idoso, Saúde da Criança e do Adolescente, Saúde do Adulto, Enfermagem em Neonatologia, Enfermagem em Urgência/Trauma.
Programas de pós-graduação stricto sensu com atividades desenvolvidas no HC
Atenção à Saúde; Medicina Tropical e Infectologia; Ciências da Saúde; Ciências Fisiológicas; Educação Física, Inovação Tecnológica, Fisioterapia e Psicologia.